# Dymusia nitidula
Dymusia nitidula är en skalbaggsart som beskrevs av Fabricius 1792. Dymusia nitidula ingår i släktet Dymusia och familjen Cetoniidae. Inga underarter finns listade i Catalogue of Life.